# Kurent

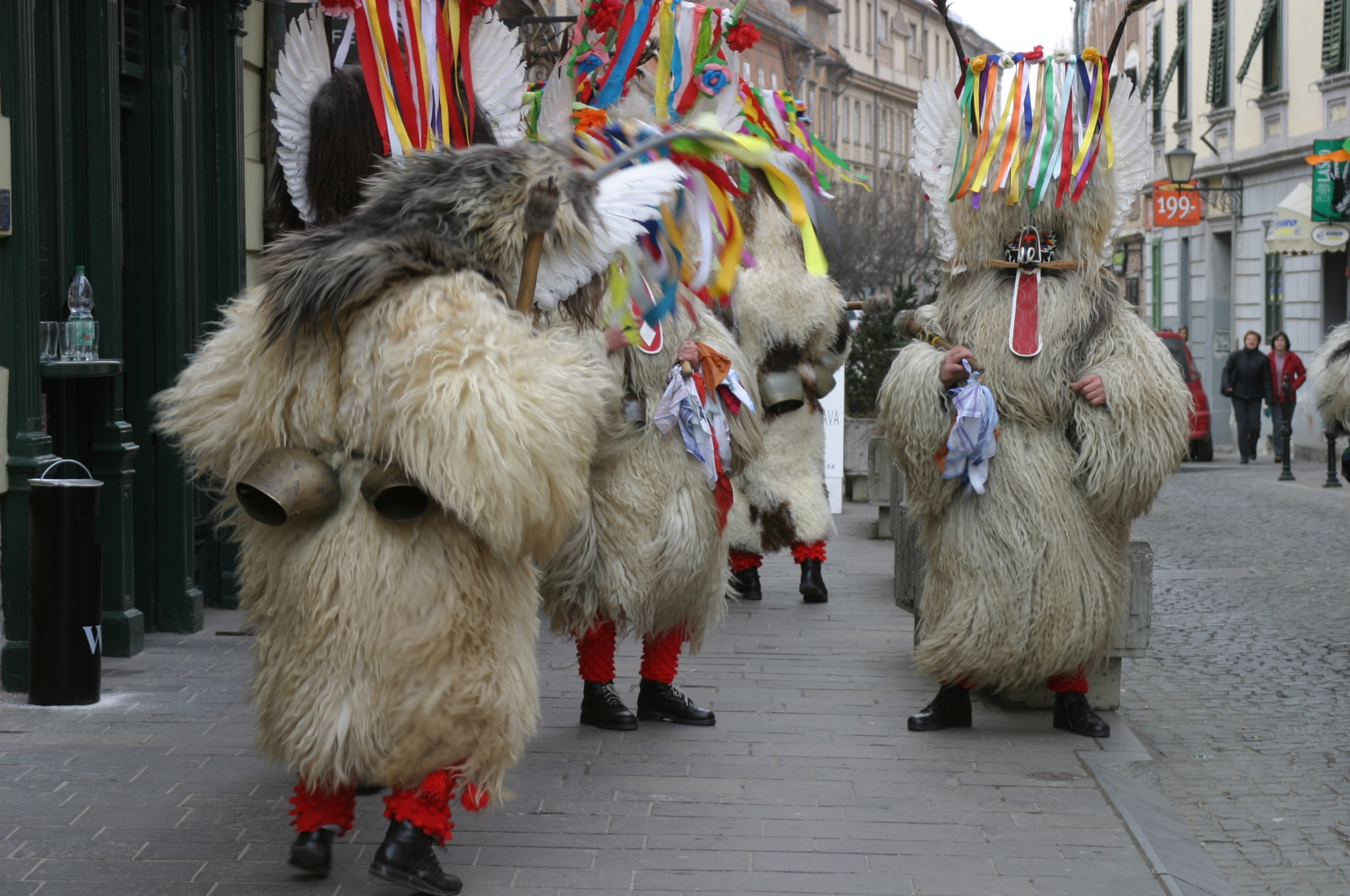
Kurenti en Ptuj

El kurent (o korant) es un disfraz tradicional de la ciudad de Ptuj, en el este de Eslovenia, y sus alrededores. En tiempo de carnaval desfilan en las llamadas kurentovanie. Habitualmente los kurenti llevan grandes cencerros alrededor de la cintura con cuyo estruendo pretenden ahuyentar simbólicamente el frío invierno y el mal, invocando así a la primavera y pidiendo una buena cosecha. El atuendo del kurent consta de una voluminosa piel de oveja, ceñida al cuerpo con un cinturón del que cuelgan los mencionados cencerros, mientras que en la cara llevan máscaras y en los pies polainas (especie de media calza, hecha regularmente de paño o cuero, que cubre la pierna hasta la rodilla). 
Existen dos tipos de kurent: los markovci, con plumas y cintas de colores, y los haloze, que tienen cuernos.
Sobre la figura del kurent A.T. Linhart escribió en 1791:

Kurent, dios de la gaita, Príapo griego. [...] la gente tiende al festejo gaitero, pues debe obtener alguna propiedad del buen dios Kurent. El sentido que esconde esta palabra está relacionado con korvh/kouvrh: muchacha, término del que se deriva la palabra eslovena kurva, prostituta, así como la palabra alemana Hure, dispersa en todos los dialectos europeos.